# Urgleptes laticollis
Urgleptes laticollis es una especie de escarabajo longicornio del género Urgleptes, tribu Acanthocinini, subfamilia Lamiinae. Fue descrita científicamente por Bates en 1881.

## Descripción
Mide 2,12-4 milímetros de longitud.

## Distribución
Se distribuye por Guatemala, Nicaragua y Panamá.